# 4763 Ride
4763 Ride (1983 BM) là một tiểu hành tinh vành đai chính được phát hiện ngày 22 tháng 1 năm 1983 bởi E. Bowell ở Flagstaff.